# Mot épicène
Dans sa définition classique, le mot épicène désigne un nom commun de personne ou d'animal avec un genre, désignant tout référent quel que soit son sexe ou son genre (ex. : la personne, le bébé, la girafe).
Par extension, en linguistique, on qualifie également d'« épicènes » les mots où la distinction de genre grammatical n'est pas apparente, malgré leur appartenance à une classe lexicale où le genre est susceptible d’être marqué : cela concerne non seulement les noms (ex. l'élève, l'enfant) mais aussi les adjectifs (principalement ceux qui se terminent par un e ; ex. : rapide, sévère, agréable) et les pronoms (ex. : je, toi, lui).
Les mots homophones, qui ont une prononciation similaire sans être homographes puisqu'ils s’écrivent différemment au masculin et au féminin, ne sont pas épicènes, comme en français un aïeul et une aïeule, un apprenti et une apprentie, Michel et Michelle et Michèle.

## Étymologie et histoire
L'adjectif « épicène » est un emprunt au latin classique epicoenus, issu du grec ancien ἐπίκοινος / epikoinos, « possédé en commun »,,, « qui s'emploie également pour les deux genres », de ἐπί / epi- et κοινός / koinos, « commun ».

La classe des noms « épicènes » a été introduite, à l'époque hellénistique, par les grammairiens grecs de l'école philologique alexandrine d'Aristarque de Samothrace (c. 215 – c. 143 av. J.-C.) pour désigner un éventuel cinquième genre grammatical distinct tant des trois genres — le masculin, le féminin et le neutre — que de l'éventuel « genre commun ». La Téchnē grammatikḗ, un bref traité didactique de grammaire grecque que la tradition manuscrite attribue à Denys le Thrace (c. 170 – c. 90 av. J.-C.), disciple d'Aristarque de Samothrace, expose la doctrine de l'école : 

« Il y a trois genres : le masculin (ἀρσενικόν), le féminin (θηλυκόν) et le neutre (οὐδέτερον). Certains en ajoutent deux autres : le commun (κοινόν) et l'épicène (ἐπίκοινον). »

— Téchnē grammatikḗ (trad. fr. d'après Jean Lallot).
Dans la Téchnē grammatikḗ, un nom « épicène » est un substantif de genre grammatical fixe (féminin — tel χελιδών, « hirondelle » — ou masculin — tel ἀετός, « aigle » —) désignant un animal indépendamment de son sexe  (ἡ χελιδών, « une hirondelle mâle ou femelle »). Un nom « épicène » se distingue ainsi d'un nom (de genre) « neutre » qui, par définition, n'est ni masculin ni féminin. Mais il se distingue aussi d'un nom (de genre) « commun » — tels ἵππος (« cheval ») ou κύων (« chien ») — qui admet l'accord avec l'article masculin ou féminin — ὁ ἵππος (« le cheval ») et ἡ ἵππος (littéralement, « la cheval »).

## En français
Le français compte deux genres grammaticaux : le masculin et le féminin. Les mots épicènes y sont minoritaires. Environ la moitié des noms désignant des humains sont du genre indifférencié, comme « journaliste » ou « juge ».
La terminologie employée en grammaire française diffère de la terminologie des grammairiens grecs :
- le fait pour un mot d’être identique pour les deux genres grammaticaux est appelé l’épicène en français, mais le « genre commun » en grec ancien ;
- le fait pour un mot d’un genre grammatical donné de pouvoir désigner indifféremment des individus de tout sexe ou genre social est appelé le masculin générique en français, mais l’« épicène » en grec ancien[réf. nécessaire].

### Mot générique, mot épicène et masculin utilisé comme générique
Le genre grammatical ne doit être confondu ni avec le sexe ni avec le genre social du référent. Ainsi une perdrix, qui est du genre grammatical féminin, est un mot épicène qui peut aussi bien désigner un individu mâle que femelle.
Il existe des mots génériques, pouvant être des hyperonymes :
- alter ego, animal, âme, créature, être, parent, personne, individu, sujet sont des noms de genre grammatical défini qui permettent toutefois des formulations non sexistes dites épicènes en éludant la binarité masculin / féminin[15] ;
- les organismes vivants sont désignés par des noms dont le genre grammatical n'est pas nécessairement liés à leur sexe. Des noms d'animaux grammaticalement masculins ou féminins peuvent désigner des individus hermaphrodites, femelles ou mâles. Ainsi, une limace ou un escargot sont hermaphrodites, et une écrevisse, une girafe, une hirondelle, de même qu’un criquet, un hippopotame, un python, désignent n'importe quel individu de l'espèce sans considération de ses organes sexuels. De même chez les végétaux, le Houx et la Mercuriale annuelle sont des espèces dioïques dont les individus ne portent que des fleurs soit mâles, soit femelles.

Pour certains animaux, il peut exister, en plus du nom générique, un mot désignant spécifiquement un sexe ou l’autre. Par exemple une cane signifie précisément « un canard femelle », tandis qu’un canard désigne un mâle, un individu de sexe non spécifié ou l’espèce en général. De même pour une jument (« un cheval femelle »), un jars (« une oie mâle »), etc. Certaines espèces n’ont pas de nom pour les désigner sans préciser le sexe, par exemple : une poule (femelle) et un coq (mâle) ; une vache (femelle), un taureau (mâle non castré) et un bœuf (mâle castré). Toutefois en boucherie et en cuisine, la « viande de bœuf » provient fréquemment de vaches réformées (reproductrices ou laitières) ; c'est ainsi que la viande de pis de vache ou tétine de vache est classée dans les abats de bœuf ;
- ces mots différent des mots de genre grammatical masculin, désignant à l'origine le genre social masculin, mais utilisés pour désigner un groupe comprenant des personnes des deux genres, en fonction de la règle de l'emploi générique du masculin[15] ;
- de nombreux titres de fonctions tels que professeur, docteur, maire ou ministre sont considérés comme des masculins génériques par l’Académie française, qui préconise de dire par exemple « Madame le maire ». Cependant, l’usage actuel tend à rendre ces noms épicènes (la maire) ou à utiliser des formes féminines qui étaient oubliées (la professeuse) ou a créer des formes féminines (la professeure)[18]. Voir la section « #Noms de métiers, fonctions et titres ».

Là où l’emploi générique d’un genre est un phénomène sémantique (il porte sur le sens des mots, en l’occurrence le sexe de l’individu désigné), l’épicène est un phénomène purement morphosyntaxique (il ne se définit qu’en fonction des genres grammaticaux, indépendamment du sens des mots).

### Prénoms
Un prénom épicène est un prénom mixte dont l'orthographe est identique quel que soit le genre de la personne qui le porte.
Camille, Claude ou Dominique (Lou, Louison) sont des prénoms épicènes usuels dans le monde francophone.
Maxime, Maxence, Philippe, Sacha ou Stéphane sont des prénoms essentiellement masculins dans le monde francophone, mais parfois utilisés au féminin.
Anne, Cécile ou Nicole furent également épicènes, bien que devenus essentiellement féminins depuis le XXe siècle[réf. souhaitée].
Marie, Marion, prénoms féminins, sont aussi épicènes, dans la mesure où ils sont parfois utilisés comme masculins, surtout en prénoms composés : Jean-Marie, par exemple.

### Noms communs
Adulte, bénévole, collègue, élève, enfant, gosse, malade, nomade, partenaire sont quelques exemples de substantifs épicènes, identiques au masculin et au féminin :
- un élève studieux, une élève studieuse ;
- un enfant heureux, une enfant heureuse — enfant est l’un des rares épicènes se terminant par une consonne muette, ce mot s’écrivait d’ailleurs au pluriel enfans jusqu'à la réforme orthographique de 1835.

#### Noms d'habitants, de peuples, de communautés
Sont épicènes les quelques gentilés et ethnonymes se terminant par :
- -ache (Apache, Bimbaches d'El Hierro, Malgache, Tchouvache), -anche (Comanche, Guanche), -iche (Yéniche) ou -ouche (Ingouche, Manouche) ;
- -aque (Bosniaque, Canaque, Cosaque, Slovaque), -èque (Aztèque, Guatémaltèque, Tchèque) ou -ique (Asiatique, Britannique, Hispanique, Nordique) — le suffixe -oque servant aux formes familières et péjoratives (Amerloque, Chinetoque…) ;
- -[voyelle]re (Berbère, Bulgare, Celtibère, Ibère, Tartare, Maure ou More — le féminin peut aussi être Mauresque ou Moresque) ;
- -(i)ate (Asiate, Bouriate, Croate, Dalmate, Éléate, Spartiate) ou plus souvent -(i)ote (Cairote, Chypriote ou Cypriote…) ;
- -ave (Moldave, Morave, Slave) ;
- -ène (Madrilène, Slovène, Tchétchène, Turkmène) ;
- -ite (Moscovite, Yéménite…) — suffixe également utilisé pour former des noms de membres de groupes religieux (chiite, israélite…) qui ne sont toutefois pas tous épicènes (par exemple : une Carmélite, un Jésuite) ;
- -r[consonne]e (Corse, Kurde, Perse, Serbe, Sarde — bien que -arde indique presque toujours un féminin, par exemple Savoyarde…) ;
- -(a)sque (Basque, Étrusque, Monégasque, Morisque, Osque…) ;
- -ste (Douarneniste, Pauliste) ;
- -sse (Biélorusse, Russe, Suisse — le féminin est parfois Suissesse[21]),

ainsi que : Afrikaner et Boer, Arabe, Belge, Celte, Copte, Druze, Ouïghour (le féminin peut aussi être Ouïghoure), Rom ou Tzigane, Pied-noir.

#### Noms de métiers, fonctions et titres
Les noms de métiers, fonctions ou titres qui se terminent par une consonne suivie de -e muet au masculin (par exemple : athlète, cadre, diplomate, funambule, gendarme, interne, mime, modèle, pilote, porte-parole, responsable), ou par -que (domestique, énarque, scientifique) sont généralement épicènes. En particulier ceux qui se terminent par les suffixes suivants :
| - d'origine latine : - -aire (antiquaire, fonctionnaire…), - -aste (cinéaste, gymnaste, vidéaste) ou plus fréquemment -[i/y]ste (analyste, linguiste, pianiste…) ; | - d'origine grecque : - -graphe (géographe, photographe…), - -iatre (gériatre, pédiatre…), - -logue (archéologue, zoologue…), - -nome (agronome, astronome…), - -pathe (homéopathe, ostéopathe…), - -thérapeute (kinésithérapeute, psychothérapeute…). |

Des noms qui étaient historiquement masculins sont devenus épicènes et sont maintenant utilisés par de nombreux journalistes au féminin (par exemple : une clown, une juge, une ministre, une torero) ainsi que le préconisaient plusieurs directives et guides de féminisation des noms de métiers en français publiés à partir de la fin du XXe siècle,. L’Académie française a vigoureusement protesté contre cette pratique. Cependant, pour la première fois dans la neuvième édition de son dictionnaire — publiée entre 1986 et 2011, la plus récente à ce jour —, elle note par exemple : « Astronome, nom », sans information de genre (ce qui n'est pas le cas de gendarme, juge, ministre ou torero).

##### Évolution du féminin marqué vers l’épicène
Encore attestés au début du XXe siècle (parfois avec une connotation péjorative) et aujourd’hui peu usités, on trouvait : doctoresse, philosophesse, ivrognesse, mairesse, maîtresse (qui a un diplôme de maîtrise), ainsi que des titres dont le sens était épouse de - comme mairesse, (la) capitaine, colonelle, générale, procuratrice, ambassadrice.[réf. nécessaire]
De plus en plus, le terme masculin devient épicène (comme maire, ministre, garde des sceaux, philosophe, employés avec un article féminin ou masculin) ou générique (le docteur, l’ambassadeur) tandis que le terme féminin tombe en désuétude car il est considéré comme marquant le genre plus que l'égalité.[réf. nécessaire]

##### Masculin générique
Traditionnellement, de nombreux noms masculins ne possèdent pas de formes correspondantes au féminin et s'emploient aussi bien pour des femmes, s'il y a lieu. Il ne s’agit pas alors d’épicènes, mais de masculins génériques. Cette évolution est apparue au fil des siècles, particulièrement au XVIIe siècle, avec la création en 1634 de l'Académie française (non-mixte, composée exclusivement d'hommes), qui participe notamment à la disparition du mot « autrice » pour désigner le féminin d'« auteur », allant à l'encontre de l'usage qui différenciait bien les deux genres, et qui eut pour résultat la suppression du mot « autrice » dans les manuels de langue au XVIIIe siècle.
Des noms masculins sont parfois employés pour désigner des femmes lorsque le féminin, bien qu’attesté, est considéré par certains comme péjoratif ou dévalorisant : cuisinier, couturier, savant qui donne cuisinière, couturière, savante.

#### Autres noms avec suffixe grec désignant des personnes
Sont également épicènes les noms qui peuvent désigner des personnes et se terminent par les suffixes grecs suivants :
- -anthrope (philanthrope, misanthrope…) ;
- -crate (aristocrate, bureaucrate, démocrate…) ;
- -gène (aborigène, indigène) ;
- -mane — indicatif d'une passion (bibliomane, mélomane…) ou d’une maladie (mythomane, toxicomane… à l'exception de nymphomane qui est un nom féminin) ;
- -naute — désignant des navigateurs (astronaute, internaute…) ;
- -pathe — indicatif d’une pathologie (myopathe, psychopathe…), sinon d’une profession médicale comme mentionné dans la section ci-dessus ;
- -phile — indicatif d'un goût ou d'une pratique particuliers (bibliophile, cynophile, haltérophile…) ou d’une attirance sexuelle hors norme (nécrophile, pédophile…), également employé dans le nom hémophile ;
- -phobe — indicatif d'une aversion, hostilité ou crainte (androphobe, sinophobe…).

#### Mots composés
De nombreux mots composés d'un verbe au présent et désignant des personnes sont épicènes : couche-tard, lèche-bottes, pince-sans-rire, pique-assiette, rabat-joie, va-nu-pieds…
Certains noms dont le genre grammatical est défini ont néanmoins une forme épicène lorsqu'ils sont employés :
- dans un nom composé — par exemple le substantif masculin témoin et le substantif féminin clef / clé deviennent des noms masculins ou féminins selon le genre du substantif qui les précède : un appartement-témoin, une lampe-témoin ; un mot-clé, une position-clef ;
- en apposition — par exemple : un enregistrement pirate, une copie pirate.

#### Noms admettant l'usage des deux genres pour le même référent
Les rares noms de la langue française pour lesquels l'usage des deux genres est admis pour le même référent ne sont pas considérés comme épicènes[réf. nécessaire], par exemple :
- un après-midi pluvieux ou une après-midi pluvieuse[26] (composé à partir du substantif masculin midi)[N 2] ;
- enzyme et ses dérivés apoenzyme, coenzyme, lysoenzyme… (plus souvent masculin mais plutôt féminin selon plusieurs décisions académiques[27]) ;
- hymne (masculin, pouvant s'employer au féminin[28]) ;
- pop (féminin, parfois masculin[29]) ;
- réglisse (féminin, pouvant s'employer au masculin[30]) ;
- Covid-19 (féminin ou masculin selon l'usage[31] ; l'Académie française analyse les causes de ce flottement, en prend acte, mais recommande et justifie l'emploi du féminin, celui du masculin étant vu comme installé mais fautif[32]).

### Pronoms
Sont épicènes :
- les pronoms personnels de la première et de la deuxième personne du singulier et du pluriel : je, j’, me, m’, moi, tu, te, t’, toi, nous, vous.

Pour la troisième personne du singulier et du pluriel, tandis que les pronoms personnels ayant fonction de sujet sont différenciés (elle(s) / il(s)), certains pronoms personnels compléments sont épicènes : se, s’, soi, l’, les, leur, ainsi que lui en situation de complément d'objet indirect précédant le verbe, ou encore en et y.
Exemples :
Elles s’entraident, ils s’entraident. Elle me demande de l’écouter et de lui répondre, il me demande de l’écouter et de lui répondre.
Des amies, j’en ai peu ; des amis, j’en ai peu. C'est mon amie, j’y suis attaché ; c'est mon ami, j’y suis attaché ;
- les pronoms relatifs : dont, où, que, qui (invariables en genre et en nombre, à la différence des formes composées : lequel, laquelle, lesquels, lesquelles, auquel, à laquelle, auxquels, auxquelles, duquel, de laquelle, desquels, desquelles).

Exemples : Celle dont je parle, celui dont je parle. La ville où j'habite, dans le pays où je vis. La / le thérapeute que je consulte. Des hyènes qui hurlent et des lions qui rugissent ;
- les pronoms possessifs pluriels de la première, de la deuxième et de la troisième personnes du pluriel : les nôtres, les vôtres, les leurs.

Exemples : Ces ancêtres sont les nôtres. Mes cousines sont aussi les vôtres, mes cousins sont aussi les vôtres. Les amies qui sont les leurs, les amis qui sont les leurs ;
- certains pronoms indéfinis : autre(s), autrui, on, personne, plusieurs, qui, quiconque… ainsi que les locutions pronominales indéfinies n’importe qui, qui que ce soit, quelque personne que ce soit.

### Application en littérature
Dans son premier roman Sphinx, publié en 1986, Anne F. Garréta recourt à des mots et tournures syntaxiques épicènes pour se référer aux deux protagonistes, de sorte que leur identité de genre — sexe ou genre — soit indéfinissable. Cette contrainte constitue une prouesse stylistique en français,.
En 2018, la romancière belge Amélie Nothomb a publié un roman intitulé Les Prénoms épicènes.

## Autres langues
Le hongrois, le basque et le turc font partie des langues sans genre.
En persan, il n'existe pas de genre pour les noms, les pronoms et les adjectifs.
Dans plusieurs langues construites, comme l’espéranto et le pandunia, le genre grammatical n’est pas marqué sur la plupart des mots. Par exemple, ceux indiquant une profession sont neutres sémantiquement.
En anglais, le genre féminin ou masculin ne concerne pratiquement que le pronom personnel sujet, complément, réfléchi ou possessif et l'adjectif possessif de la troisième personne du singulier (respectivement : she / he, her / him, herself / himself, hers / his et her / his). En outre, il existe un pronom personnel sujet ou complément, un pronom personnel réfléchi et un adjectif possessif épicènes : one, oneself et one's.